# Kasum Jallow
Alhaji Kasum Jallow, auch in der Schreibweise Kassuma, Kassoum oder Kasim, ist ein gambischer Politiker.

## Leben
| Parlamentswahl | Stimmen | Stimmanteil     |
| -------------- | ------- | --------------- |
| 2012           | n/a     | ohne Konkurrenz |

Kasum Jallow trat bei der Wahl zum Parlament 2012 als Kandidat der Alliance for Patriotic Reorientation and Construction (APRC) im Wahlkreis Wuli West in der Basse Administrative Area an. Da es von der Opposition keinen Gegenkandidaten gab, konnte er den Wahlkreis für sich gewinnen. Zu den Wahlen zum Parlament 2017 trat er nicht an.